# Batalla de Eutaw Springs
La batalla de Eutaw Springs fue la última batalla importante en el teatro del sur durante la Guerra de Independencia Estadounidense. Ocurrió el 8 de septiembre de 1781 y en ella los continentales bajo Nathanael Greene consiguieron dar una victoria pírrica a las fuerzas británicas bajo Alexander Stewart, que selló el destino de los británicos en Carolina del Sur y, de forma indirecta, también en Yorktown.

## Preludio

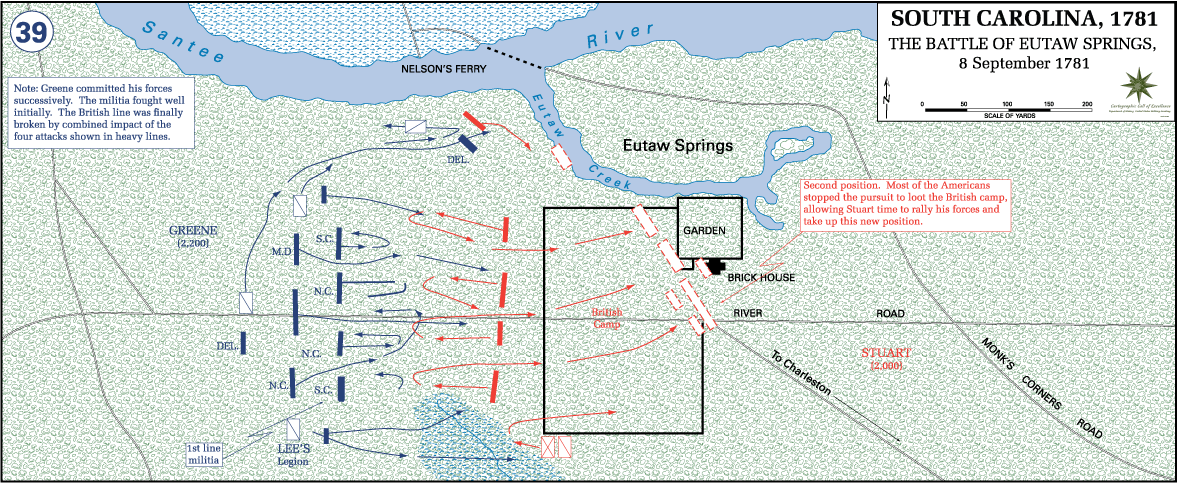
Batalla de Eutaw Springs (8 de septiembre de 1781)

Hasta el verano Lord Rawdon se retiró de forma general general del campo. A medida que luego avanzaba el verano, ambos lados se debilitaron por el clima cálido de la región. Con problemas de salud, Rawdon renunció al cargo el 20 de julio y entregó el mando al teniente coronel Alexander Stewart. Capturado en el mar, Lord Rawdon fue un testigo involuntario durante la Batalla de Chesapeake en septiembre. Greene mientrastanto trasladó a sus hombres a las más frescas High Hills de Santee, donde permaneció durante seis semanas. Avanzando desde Charleston con unos 2.000 hombres, Stewart estableció un campamento en Eutaw Springs aproximadamente a ochenta kilómetros al noroeste de la ciudad.
Reanudando las operaciones el 22 de agosto, Greene se trasladó a Camden antes de girar hacia el sur y avanzar hacia Eutaw Springs. Era consciente de la intención de Washington de vencer a los ingleses en Yorktown y quería evitar que los ingleses recibiesen refuerzos desde Carolina del Sur. Stewart, escaso de comida, había comenzado a enviar partidas de forrajeo desde su campamento. Alrededor de las 8:00 a. m. del 8 de septiembre, una de estas partes, liderada por el capitán John Coffin, se encontró con una fuerza de exploración estadounidense supervisada por el mayor John Armstrong. Al retirarse, Armstrong llevó a los hombres de Coffin a una emboscada donde los hombres del teniente coronel "Light-Horse" Henry Lee capturaron alrededor de cuarenta de las tropas británicas. Avanzando, los estadounidenses también capturaron una gran cantidad de recolectores de Stewart. 
Cuando el ejército de Greene se acercó a la posición de Stewart, el comandante británico, ahora alertado de la amenaza, comenzó a formar a sus hombres al oeste del campamento.

## La batalla
Al desplegar sus fuerzas, Greene usó una formación similar a sus batallas anteriores, que fue creada en la batalla de Cowpens por Daniel Morgan. Colocando a la milicia de Carolina del Norte y del Sur en la primera línea bajo Francis Marion, los apoyó con los continentales de Carolina del Norte del general de brigada Jethro Sumner. El mando de Sumner fue reforzado aún más por unidades continentales de Virginia, Maryland y Delaware. La infantería se complementó con unidades de caballería y dragones dirigidos por Henry Lee y los tenientes coroneles William Washington y Wade Hampton. Cuando los 2.200 hombres de Greene se acercaron, Stewart ordenó a sus hombres que avanzaran y atacaran. Manteniéndose firme, la milicia luchó bien e intercambió varias descargas con los regulares británicos antes de ceder bajo una carga de bayoneta.
Cuando la milicia comenzó a retirarse, Greene ordenó a los hombres de Sumner que avanzaran. Deteniendo el avance británico, ellos también comenzaron a vacilar cuando los hombres de Stewart cargaron hacia adelante. Comprometiendo a sus veteranos Maryland y Virginia Continentals, Greene detuvo a los británicos y pronto comenzó a contraatacar. Haciendo retroceder a los británicos, los estadounidenses estaban al borde de la victoria cuando llegaron al campamento británico. Al entrar en el área, eligieron detener y saquear las tiendas británicas en lugar de continuar con la lucha. Durante la lucha el mayor John Marjoribanks logró hacer retroceder un ataque de la caballería estadounidense contra la derecha británica y capturó a Washington.
Con los hombres de Greene preocupados por el saqueo, Marjoribanks, dándose cuenta del desorden, trasladó a sus hombres a una mansión de ladrillos más allá del campamento británico. Desde la protección de esta estructura, ellos abrieron fuego contra los distraídos estadounidenses. Aunque los hombres de Greene organizaron luego un asalto a la casa, no pudieron tomarlo.
De esa manera el frente británico se volvió a estabilizarse y entonces Stewart, reuniendo a sus tropas alrededor de la estructura, contraatacó. Con sus fuerzas desorganizadas, Greene se vio obligado a organizar una retaguardia y retroceder. Retirándose en buen orden, los estadounidenses se retiraron una corta distancia hacia el oeste. De esa manera terminó una batalla que duró 4 horas.
Mientras permanecía en el área, Greene tenía la intención de reanudar la lucha al día siguiente, pero el clima húmedo lo impidió. Como resultado, eligió salir de la vecindad. Aunque mantuvo el campo, Stewart creía que su posición estaba demasiado expuesta a causa de las altas bajas que sufrió y comenzó a retirarse a Charleston con las fuerzas estadounidenses acosando su retaguardia.

## Consecuencias
En los enfrentamientos en Eutaw Springs, Greene sufrió 138 muertos, 375 heridos y 41 desaparecidos. Las pérdidas británicas ascendieron a 85 muertos, 351 heridos y 257 capturados / desaparecidos. Cuando se agregan los miembros del grupo de recolectores capturados, el número de británicos capturados asciende a alrededor de 500. 
Aunque había obtenido una victoria táctica, la decisión de Stewart de retirarse a la posición segura de Charleston por las pérdidas sufridas convirtió esa victoria táctica también en una victoria estratégica para Greene. Después de la batalla los británicos tuvieron que centrarse completamente en mantener enclaves en la costa mientras entregaban efectivamente así el interior a las fuerzas estadounidenses. Adicionalmente los británicos perdieron la oportunidad de poder ayudar a Lord Cornwallis en Yorktown. De esa manera, mientras continuaban las escaramuzas en Carolina del Sur, el foco de las principales operaciones se trasladó a Virginia, donde las fuerzas franco-estadounidenses pudieron, también por esa razón, ganar la batalla clave de Yorktown en el mes siguiente.